# Капекки, Эрос
Э́рос Капе́кки (итал. Eros Capecchi; род. 13 июня 1986, Кастильоне-дель-Лаго) — итальянский профессиональный шоссейный велогонщик. 

## Карьера
Первый профессиональный контракт Капекки подписал в 2005 году с командой Liquigas-Bianchi, за которую выступал три года. Особых достижений в этот период итальянец не снискал: его главным достижением стало 12-е место в общем зачёте Тур Даун Андер в 2006 году.
Следующие три года Эрос провёл в составе американской Saunier Duval-Scott. В 2008 году он выиграл баскскую велогонку Euskal Bizikleta, став последним её победителем в истории (начиная с 2009 года эта гонка не проводится). Кроме того, в этом же году он дебютировал на Джиро, заняв 99-ю позицию.
После того, как его команда прекратила существование, Капекки вернулся в Liquigas-Cannondale. В её составе он одержал свою первую победу на Джиро, выиграв из отрыва пересечённый 19-й этап до Сан-Пеллегрино-Терме.
В сезоне 2013 присоединился к испанской команде Movistar Team, в составе которой проехал Джиро и Вуэльту, на которых занял 70-е и 24-е места соответственно.

## Достижения
2004
 Италия Чемпионат Италии среди юниоров
2005
3-й Ruota d'Oro
2006
8-й Даун Андер Классик
9-й Тур Люксембурга
2007
1-й Settimana Ciclistica Lombarda (командная гонка)
2008
1-й Euskal Bizikleta
1 этап
9-й Тур Германии
2009
6-й Джиро Аппенино
2011
1-й на 18-м этапе Джиро д’Италия
4-й Тур Сан Луис
2012
1-й Гран-При Лугано
4-й Джиро Аппенино
5-й Тур Пекина
8-й Вуэльта Бургоса
2013
6-й Тур Польши
2014
10-й Тур Швейцарии
2016
1-й на этапе 1(ТТТ) Джиро дель Трентино
1-й на этапе 2(ТТТ) Вуэльта Бургоса

## Выступления на Гранд Турах
| Гонка           | 2008 | 2009 | 2010 | 2011 | 2012 | 2013 | 2014 | 2015 | 2016 | 2017 | 2018 |
| --------------- | ---- | ---- | ---- | ---- | ---- | ---- | ---- | ---- | ---- | ---- | ---- |
| Джиро д'Италия  | 99   | НФ   | НФ   | 60   | 37   | 70   | 82   | —    | 82   | 58   | 49   |
| Тур де Франс    | —    | —    | 83   | —    | —    | —    | —    | —    | —    | —    | —    |
| Вуэльта Испании | —    | Сход | —    | 21   | 25   | 24   | —    | —    | —    | 104  | —    |